# David Bratton
Pour les articles homonymes, voir Bratton.
David H. Bratton (né en octobre 1869 à New York – mort le 3 décembre 1904 à Chicago) était un joueur américain de water polo, qui fit partie de l'équipe de New York, championne olympique de la discipline lors des Jeux olympiques de 1904 à Saint-Louis, aux États-Unis.

## Biographie
Membre de l'équipe du New York Athletic Club, lorsqu'il remporte l'or olympique, David Bratton meurt à la fin de la même année d'une fièvre typhoïde.